# Parafia Wszystkich Świętych w Iwoniczu
Parafia Wszystkich Świętych w Iwoniczu − parafia rzymskokatolicka znajdująca się w archidiecezji przemyskiej w dekanacie Rymanów.